# شورش محمدخان بلوچ
شورش محمدخان بلوچ  در سال‌های ۱۷۳۳ و ۱۷۳۴ میلادی و در دوره بعد از سقوط صفویان به دست هوتکیان و در زمان کوشش‌های طهماسب قلی برای اخراج بازماندگان هوتکیان، به وقوع پیوست. محمدخان بلوچ ابتدا به هوتکیان پیوست و از سوی آنان به سفارت عثمانی فرستاده شد. پس بعد از بازگشت به ایران و سرنگونی هوتکیان، از فرماندهان سپاه نادر (طهماسب قلی) و اندکی بعد از جانب وی حکومت کهگیلویه و بهبهان یافت. شکست اولیه نادر در جنگ با عثمانی و نارضایتی همگانی مردم از فشار مأموران مالیاتی نادر و همراهی مردم سنی مذهب جنوب ایران، به ویژه برخورداری از پشتوانه قومیتی بلوچ‌ها، زمینه را برای شورش محمدخان بلوچ فراهم ساخت. دامنهٔ این شورش ایالت‌های کهگیلویه، فارس و مناطق بلوچ‌نشین را دربر گرفت و مشکلات مذهبی در مناطق سنی‌نشین و پیامدهای قومیتی در بخش‌های بلوچ‌نشین را به دنبال داشت. این شورش‌ها نهایتاً سرکوب گردید. نکته قابل تأمل در این شورش، همراهی مردم و به‌ویژه اقبال عمومی مناطق فارس و خوزستان و بنادر از محمدخان بلوچ است. منابع این دوران، از عواملی چون محبوبیت صفویان در نزد مردم و توجه خان بلوچ به آن ،جاذبیت سُنی بودن محمدخان برای مردم بنادر، پشتوانه قومی خان بلوچ و داعیه سلطنت داشتن او، و مواردی از این دست به عنوان دلایل شورش بحث می کنند.

## سردار محمد خان بلوچ
اولین بار در تاریخ با اسم محمد خان بلوچ زمانی آشنا میشویم که محمود هوتکی برای حمله و تصرف اصفهان وی را به سبب دلیری و داشتن منزلت و اعتبار در میان طایفه خویش به فرماندهی سپاه خود برگزید که منجر به فتح آن شد. پس از سقوط صفویه وی به حکومت فارس رسید و بعد از به قدرت رسیدن اشرف افغان به عنوان سفیر و رییس هیئت اعزامی به دربار عثمانی راهی شد و سپس قرارداد صلح بین دو دولت منعقد شد.
لارنس لاکهارت درباره این سفر چنین میگوید: "دولت عثمانی مصمم شد به منظور مقابله به مثل با رفتاری که نسبت به محمد رشید در اصفهان به عمل آمده بود، برای فرستاده ایران ایجاد مزاحمت نماید، اما برای آنکه وی تحت تاثیر قدرت و عظمت عثمانی قرار گیرد، در مورد او تشریفاتی مفصل انجام گرفت. کلیه منازل واقع در مسیر او تعمیر و سفید کاری شد و بدین مناسبت، وی را خان سیواسی یا خان سفید گر لقب دادند .محمد خان بلوچ که در دربار عثمانی با استقبال با شکوهی روبه رو شده بود، پس از مدتی اقامت در قسطنطنیه عازم ایران شد. در مدت زمانی که وی در قسطنطنیه بود، نادر ( طهماسب قلی میرزا ) توانست اشرف را شکست داده، هوتکیان را از کشور اخراج نماید. هنگامی که نادر از شیراز به قصد تصرف سرزمین های غرب ایران که در تصرف عثمانی بود، عازم دزفول بود، محمد خان بلوچ نیز از استانبول بازگشت و با زیرکی توانست به نزد طهماسب قلی ( نادر ) رفته، تحفهها و هدایای سلطان عثمانی را به نادر تقدیم نماید. نادر نیز، در عوض، وی را به حکومت کهگیلویه منصوب کرد.
میرزا مهدی استرآبادی در کتاب جهانگشای نادری چگونگی انتصاب محمد خان بلوچ را به ایالت کهگیلویه گزارش میدهد: "بعد از ورود مرکب والا به دزفول، محمد خان بلوچ که از طرف اشرف به ایلچی گری روم رفته بود و در همدان چون اضمحلال دولت هوتکیان را شنیده، ناچار وارد معسکر فیروزی اثر شده بود، بار داده و او و نامه و نوشتجات را که از جانب سلطان احمد خان پادشاه روم و اعیان آن دولت برای اشرف آورده بود، ملحوظ نظر انور ساخت. چون از دربندگی درآمده بود، به عنایت خاص ارجمند و به ایالت کهگیلویه سربلند گردید" 

## آغاز شورش
سیدعبدالله شوشتری  می نویسد: « نادر به محمدخان بلوچ که حاکم کهگیلویه بود، اختیار کامل در تمامی آن حدود بداد و به موعد دو ماه مرخص و به کهگیلویه فرستاد و محمدخان بلوچ در ذهاب و ایاب هر دو ماه به شوشتر مرور نموده و ابوالفتح خان همراه او بود. در مراجعت خیال عصیان نمودند و شهرت دادند که طهماسب قلی‌خان شکست فاحش خورده و مفقود شده است. پس از آن که نادر از حاکم کهگیلویه درخواست نمود به همراه نایب فارس به لشکریان وی که در همدان مستقر بودند بپیوندند، یک نفر را به عنوان جانشین محمد خان به حکومت کهگیلویه گماشت تا در غیاب محمد خان به انتظام امور بپردازد، اما همزمان با فرمان نادر، محمد خان، شخص دیگری را به نیابت خویش معین کرد تا در غیابش در کهگیلویه حکومت کند. در این زمان که نادر در همدان منتظر سپاه کهگیلویه و فارس بود، محمد خان در جای در لرستان اقامت گزید. در واقع، در زمانی که نادر در تدارک حمله به سپاه عثمانی بود، خبر طغیان محمد خان بلوچ در لرستان به او رسید .پس از شورش، محمد خان بلوچ از لرستان بازگشت. ابتدا قصد تصرف نمودن دزفول را داشت،اما جلو دار سپاه محمد خان، که از اهالی دزفول و از معتمدین شهر بود، به میان مردم شهر آمد و شایعه قتل نادر را تکذیب نمود و جریان شورش محمد خان را به اطلاع مردم رسانید. بنابراین، مردم شهر به سخنان محمد خان توجهی نکردند.
محمد خان، بعد از ناکامی در تسلط بر دزفول و همراهی نکردن مردم آن سامان، به سمت هویزه ( حویزه ) و شوشتر رفت و مردم آن مناطق وی را همراهی نمودند. محمد خان، حاکم شوشتر ، قاسم بیگ را عزل نمود و حاکم سابق شوشتر را که مقبولیت عام داشت، به حکومت شوشتر گماشت. این اقدام با اقبال عمومی روبهرو شد. سپس حاکم هویزه را برکنار و سید عبد الرضا، برادر والی هویزه را به حکومت هویزه منصوب نمود. محمد خان پس از مدتی به سمت بهبهان حرکت کرد، اما حاکم بهبهان از وی اطاعت نکرد. محمد خان به کهگیلویه و از آنجا به طرف شیراز عزیمت نمود. وی حکومت کهگیلویه را به شیخ فارس آل کثیر واگذاشت. در این زمان، به علت همکاری مردم شوشتر و اعراب و مشایخ هویزه با محمد خان کار وی بالا گرفت و در راه رفتن به شیراز، در ناحیه مسجد بردی شیراز توقف نمود. این حوادث و اخبار اقدامات متمردانه محمد خان بلوچ به نادر- که در حال جنگ به عثمانی‌ها بود- می رسید، اما نادر، در آغاز، چندان توجهی به مسئله ننمود، زیرا تصور میکرد که به زودی محمدخان سرکوب خواهد شد. نادر با تعیین افرادی جهت سرکوبی محمد خان، به حملات خود به سپاه عثمانی و محاصره بغداد ادامه داد و توانست سپاه عثمانی را شکست دهد. نادر، در این نبرد حتی توپال عثمان پاشا را که در جنگ پیشین نادر را شکست داده بود، به قتل رساند."در خلال این حال چاپاران مجددا در باب مخالفت و طغیان محمد خان بلوچ عرض نموده که عصیان و سرکشی آنان به تواتر رسیده و به قریب سی هزار نفر از متجنده و رجاله ولایت شوشتر و هویزه بر سر آن جمعیت نموده تا حدود گرمسیرات فارس و بنادر به آن گرویده، عزیمت دارالسلطنه دارد و اگر در این مقدمه که منتج مفاسد عظیمه است، اندک مسامحه و کوتاهی به عمل آید، رفته رفته استیلا یافته، به آسانی دفع آن تیسر پذیر نخواهد بود...نواب صاحبقران در ساعت ارقام قضا به عهده طهماسب قلی خان جلایر صادر فرمود که: با قشون عراق و لرستان و کهگیلویه به شاه قلی سلطان مروی، حاکم کازران و جعفر خان زعفرانلو، حاکم شوشتر و علیمردان خان فیلی با آن محاربه نماید و اگر تاب مقاومت نداشته باشید، حقیقت آن را عرضه داشت درگاه والا نمایید. طهماسب خان جلایر نیز بعد از دریافت حکم نادر مصمم جلال شده به آیین شایسته وارد کهگیلویه و جهت اجتماع قشونهای مقرره متوقف گردید. مقارن این احوال، نادر، اسمعیل خان خزیمه را به حکومت کهگیلویه منصوب کرد. در زمانی که نادر مشغول محاصره بغداد و جنگ با عثمانی‌ها بود، با نوشتن نامه به سردارانش، سعی در سرکوب محمد خان داشت. در جانب دیگر، خان بلوچ توانسته بود در یک فرسخی شیراز، احمد سلطان را شکست داده، وارد شهر شود و بعد از محاصره سیزده روزه قلعه شهر احمد سلطان مروی را دستگیر و در کنار قاسم بیگ محبوس نماید. محمد خان، پس از تصرف شیراز و جلب حمایت اعراب بنادر فارس، به علت اشتراک مذهبی و موافقت آنان با محمد خان در شورش علیه نادر، و اطاعت شیخ جبار کنگانی و شیخ احمد مدنی اوزی لاری، که رؤسای قبایل عرب بودند، فرماندهی ده هزار نیرو را بر عهده گرفت. مهدی خان استر آبادی حمایت مردم و رؤسای اقوام عرب را عامل قوت گرفتن محمدخان می داند:"اهالی و اعراب بنادر نیز با او موافقت ورزیده و شیخ احمد مدنی و شیخ جبار که رؤسای قوم بودند، دم از یکرنگی و وفا زدند. رفته رفته رایت اقتدار شان ارتفاع یافت و عدت لشکریانش به ده هزار نفر رسیدند. این مورخ در مورد رسیدن این اخبار به نادر و واکنش نادر که در حال محاصره قلعه بغداد بود، می نویسد:
"بعد از وصول اخبار مزبوره، چون محاصره قلعه بغداد محتاج به جمعی زیاد نبود. محمد حسین خان قاجار، بیگلر بیگی استر آباد را به سرداری خوزستان و تادیب مفسدان و تمکین سید علی خان، والی هویزه، مامور و با قوای استر آباد و غیره از راه ( حسان ) و (باداری ) روانه، و اسماعیل خان خزیمه حاکم قائن را به ایالت کهگیلویه سرافراز و به هر یک از ولایت فارس حاکم جداگانهای از روسای خراسان تعیین و دوازده هزار از عساکر فیروزی ماثر را به مرافقت حکام مزبوره، روانه فارس ساختند. حکم والا نافذ شده که طهماسب قلی خان جلایر، که صاحب اختیار عراق بود، از سمت اصفهان و اسماعیل خان خزیمه از سمت کهگیلویه حکام و جنود انجم احتشام وارد دشتستان شوند، تا جمعیت به یکدیگر بهم ملحق شده، به دفع آن فتنه پردازند. نکته جالب توجه در گزارش این مورخ دورة نادری، گماردن رؤسای خراسان و حکام نواحی شمالی، که مورد اعتماد نادر بودند، بر نواحی جنوبی و نقاط بحرانی در خوزستان و کهگیلویه است. بنابراین، در زمانی که نادر بغداد را محاصره کرده بود، محمد خان بلوچ هم در راس نیروهای بسیاری بر فارس و بنادر آن حکومت میکرد. اخباری که از درون ایران، به ویژه شورش درکهگیلویه به نادر میرسید، قابل تأمل است، زیرا هیچ کدام از سرداران نادر موفق به شکست محمد خان نشده بودند. نادر، در روز ششم جمادی الثانی سال 1146 هـ . ق وارد بغداد شد و احمد پاشا، والی بغداد، نیز بعد از سه روز از در عجز در آمده، به نادر پیشنهاد صلح داد. نادر به دلیل اخبار وحشتناکی که از شورش محمد خان بلوچ دریافت می کرد، تن به صلح داد و طبق قراردادی با احمد پاشا مصالحه نمود. سپس آماده حرکت به جانب فارس و سرکوب محمد خان بلوچ شد.